# Troisfontaines-la-Ville
Troisfontaines-la-Ville ist eine französische Gemeinde mit 432 Einwohnern (Stand: 1. Januar 2022) im Département Haute-Marne in der Region Grand Est (vor 2016 Champagne-Ardenne). Sie gehört zum Arrondissement Saint-Dizier und ist Mitglied im Gemeindeverband Communauté d’agglomération du Grand Saint-Dizier, Der et Vallées.

## Geographie
Troisfontaines-la-Ville liegt etwa elf Kilometer südsüdöstlich des Stadtzentrums von Saint-Dizier. Das über 38 km² umfassende Gemeindegebiet nimmt einen großen Teil des Plateaus zwischen den parallel nach Norden fließenden Flüssen Blaise und Marne ein. Umgeben wird Troisfontaines-la-Ville von den Nachbargemeinden Eurville-Bienville im Norden, Bayard-sur-Marne im Norden und Osten, Rachecourt-sur-Marne im Südosten, Maizières im Süden und Südosten, Sommancourt und Magneux im Süden, Wassy im Südwesten, Attancourt im Westen sowie Humbécourt im Nordwesten.

## Geschichte
1972 wurden die Gemeinden Avrainville, Flornoy, Troisfontaines und Villiers-aux-Bois zur heutigen Gemeinde Troisfontaines-la-Ville zusammengeschlossen.

## Bevölkerungsentwicklung
| Jahr                       | 1962 | 1968 | 1975 | 1982 | 1990 | 1999 | 2006 | 2011 | 2019 |
| -------------------------- | ---- | ---- | ---- | ---- | ---- | ---- | ---- | ---- | ---- |
| Einwohner                  | 78   | 71   | 395  | 447  | 453  | 388  | 382  | 424  | 433  |
| Quellen: Cassini und INSEE |      |      |      |      |      |      |      |      |      |

## Sehenswürdigkeiten
- Kirche Saint-Martin in Troisfontaines
- Kirche Saint-Martin in Avrainville
- Kirche Saint-Gervais-et-Saint-Protais in Villiers-aux-Bois
- Kirche Saint-Julien in Flornoy
- Priorat von Epineusal aus dem 13. Jahrhundert in Villiers-aux-Bois

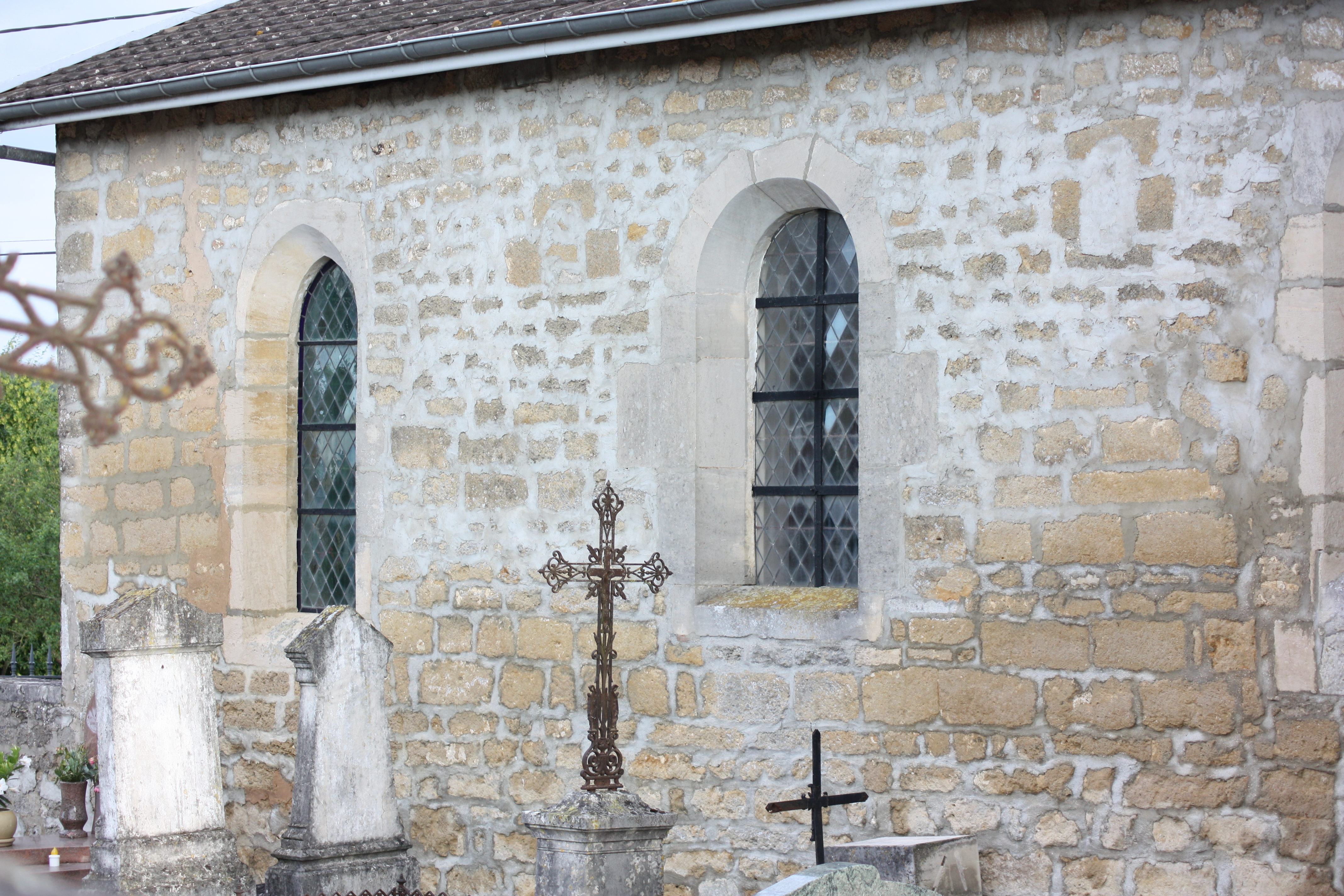
Kirche Saint-Julien in Flomoy